# Adina pubicostata
Adina pubicostata är en måreväxtart som beskrevs av Elmer Drew Merrill. Adina pubicostata ingår i släktet Adina och familjen måreväxter. Inga underarter finns listade i Catalogue of Life.